# Пецель
Пецель (словен. Pecelj) — поселення в общині Подчетртек, Савинський регіон, Словенія. Висота над рівнем моря: 225 м.